# Vincent Carraud
Pour les articles homonymes, voir Carraud.
Vincent Carraud, né le 18 décembre 1957 à Saint-Dizier, est un philosophe et historien de la philosophie français, professeur émérite d’histoire de la philosophie moderne  à Sorbonne Université. Il a dirigé l’équipe de recherche 3552, Métaphysique : histoires, transformations, actualité, de 2014 à 2022 et le Centre d'études cartésiennes depuis 2012.
Il est spécialiste de philosophie moderne, de Suárez à Leibniz, en particulier de Descartes et de Pascal.

## Biographie
Vincent Carraud est ancien élève de l’École normale supérieure (promotion 1979) et agrégé de philosophie. Il soutient en 1990 sa thèse de doctorat (Pascal et la philosophie) sous la direction de Jean-Luc Marion à l’université de Poitiers et en 1998 son habilitation à diriger des recherches (Causa sive ratio : La raison de la cause, de Suárez à Leibniz) à Sorbonne Université.
Il est professeur de philosophie au lycée de Péronne (Somme) de 1985 à 1988, chargé de cours à l’université Paris-Est-Créteil-Val-de-Marne de 1985 à 1989, détaché comme chargé de recherche au CNRS de 1988 à 1990, puis maître de conférences en philosophie à l’université de Caen de 1990 à 1999 avant d’y être professeur jusqu’en 2012. De 1999 à 2011, il dirige l’unité de recherche 2129 Identité et subjectivité. (Il aura donc dirigé une unité de recherche principalement consacrée à la métaphysique pendant vingt ans).
Durant le semestre d’hiver 1998, Vincent Carraud est professeur invité à l’Université Laval (Québec). Puis, pendant le semestre d’hiver 2004, professeur invité à l’université La Sapienza (Rome) pour le séminaire de doctorat. Au trimestre de printemps 2011, il est Visiting Professor à The University of Chicago (Divinity School et Committee of Social Thought).
De 2004 à 2007, il préside les jurys de l’agrégation de philosophie (concours interne et externe).
En janvier 2009, il est titulaire de la chaire de métaphysique Étienne Gilson à l’Institut catholique de Paris.
Depuis 2001, il est membre du collège des enseignants du doctorat international « Forme e storia dei saperi filosofici nell’Europa moderna e contemporanea » de l’Université de Lecce.
De 2011 à 2016, il est membre correspondant de l'Académie des sciences, arts et belles-lettres de Caen.

## Œuvres
Outre plus de cent cinquante articles, Vincent Carraud a publié une dizaine de livres, qui ont  fait l’objet d’un colloque en Sorbonne les 11 et 12 décembre 2024 sous le titre « Certitude et vérité. Le travail de Vincent Carraud » :
- Pascal et la philosophie, Paris, PUF (Épiméthée), 1992, 471 p. ; 3e éd., PUF (Quadrige), 2023, 479 p. (trad. roumaine de C. Bökös, Târgu Lăpuș, Galaxia Gutenberg, 2009 ; trad. italienne de Fr. Affronti, Brescia, Morcelliana, 2024 ; trad. américaine, Chicago University Press en cours).
- Descartes et les « Principia » II : corps et mouvement, Paris, PUF (Philosophie), 1994, 128 p. (avec Frédéric de Buzon).
- Causa sive ratio. La raison de la cause, de Suárez à Leibniz, Paris, PUF (Épiméthée), 2002, 573 p.
- Bibliographie cartésienne (1960-1996), Lecce, Conte Editore, 2003, 533 p. (avec Jean-Robert Armogathe), disponible en ligne sur cartesius.net.
- Pascal : des connaissances naturelles à l’étude de l’homme, Paris, Vrin (Bibliothèque d’histoire de la philosophie), 2007, 284 p. (trad. italienne de S. Vermot, Florence, Le Monnier, 2015).
- L'invention du moi, Paris, PUF (Chaire Étienne Gilson), 2010, 334 p ; 2e éd., PUF (Quadrige), 2021, 370 p. (trad. arabe d’A. Baakrime, Beyrouth, Organisation arabe pour la traduction, 2021 ; trad. italienne d’A. Bocchetti, Milan, Jaca Book, 2024 ; trad. portugaise en cours).
- René Descartes. Étude du bon sens, La recherche de la vérité et autres écrits de jeunesse (1616-1631) textes édités par Vincent Carraud et Gilles Olivo, Paris, PUF (Épiméthée), 2013, 456 p.
- Ce que sait la foi, Paris, Parole et Silence (Communio), 2020, 220 p.
- Pascal : de la certitude, PUF (Épiméthée), 2023, 486 p. (voir la page du Monde des livres du 7 juillet 2023).
- Descartes et ce qui dépend de la révélation, à paraître à Paris, éd. du Cerf (Philosophie et théologie) en 2025.

## Activités éditoriales
Il est membre du comité de rédaction de la revue Communio depuis 1984.
De 1984 à 2000, il est secrétaire scientifique du Bulletin Cartésien.
De 1999 à 2011, il est directeur de rédaction des Cahiers de philosophie de l’Université de Caen et de la Bibliothèque de philosophie politique et juridique.
Il est membre du comité de Quaestio (Bari) depuis 2001.
Il est codirecteur, avec Marwan Rashed, des Études philosophiques depuis 2002.
Il est coresponsable scientifique, avec Julia Roger, du Corpus Descartes, édition en ligne des œuvres et de la correspondance de Descartes, Caen, Presses universitaires de Caen (ANR 2009-2014), 2017 (1re édition).

## Distinction
En 2010, Vincent Carraud a reçu le grand prix de philosophie de l'Académie française pour l'ensemble de son œuvre.

## Décorations
- Commandeur de l'ordre des Palmes académiques (2024)[4].